# Parc naturel de Biokovo

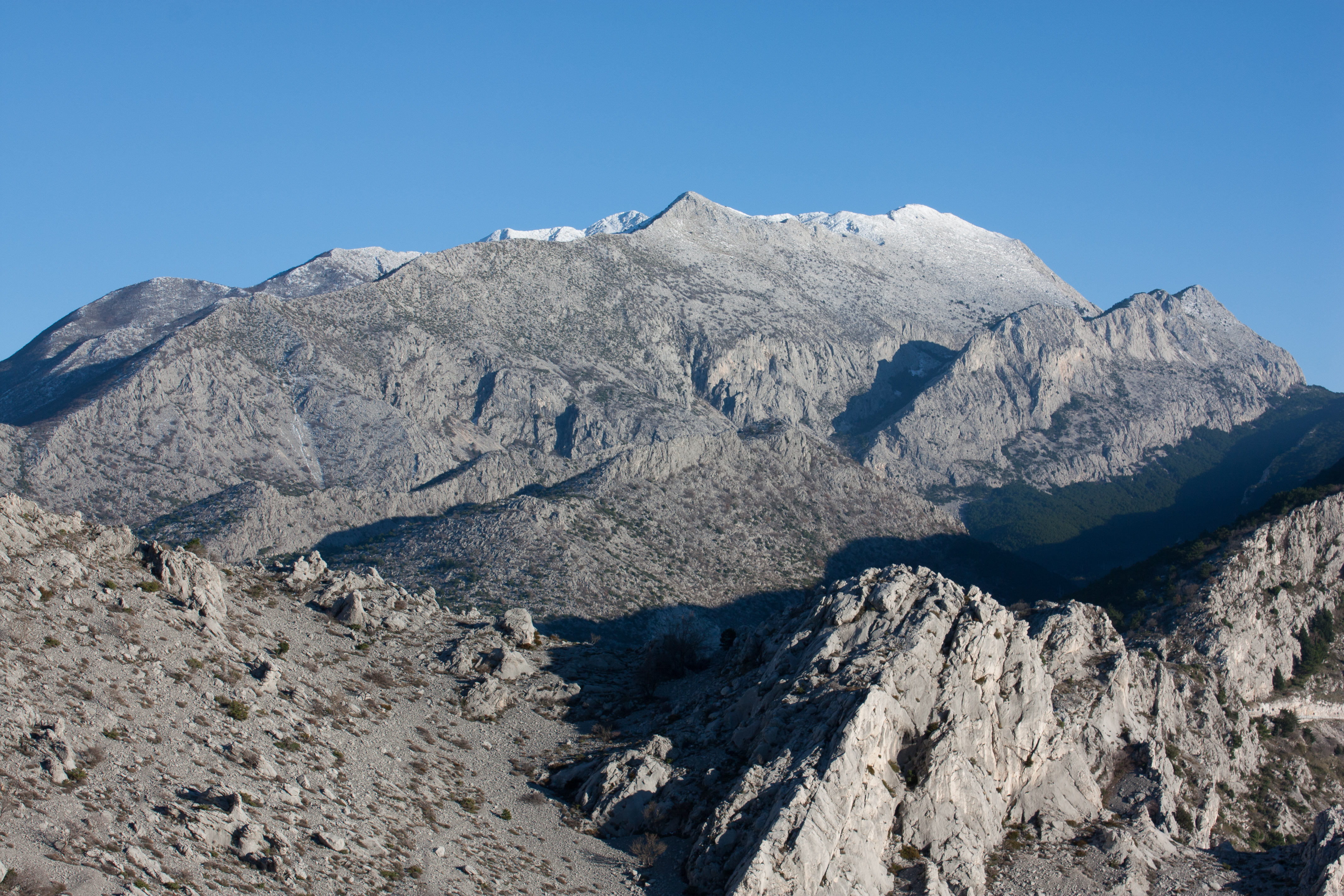
Paysage dans les parties hautes du parc naturel

Le parc naturel de Biokovo est situé dans sur la côte sud de la Dalmatie, dans les Alpes dinariques en Croatie. Le parc couvre une superficie de 19 550 hectares et son point culminant est Sveti Jure (1 762 mètres). Proclamé parc naturel en 1981, ce rempart de montagne s'élève à 1500 mètres au-dessus de la Riviera de Makarska et offre une vue exceptionnelle sur la mer et les îles voisines.

## Description
C'est l'une des destinations les plus populaires de Croatie pour les randonneurs avec une myriade de sentiers qui serpentent les collines au-delà des oliveraies, des vignobles et des forêts de pins. Le massif du Biokovo, partie des Alpes dinariques, s'étend sur 36 kilomètres le long de la côte et sur neuf kilomètres à l'intérieur des terres. Il se décompose en une série de roches calcaires escarpées et de falaises abruptes entrecoupées de grottes, de fosses et de gouffres. La destination de randonnée et d'alpinisme la plus populaire est Vosac (1421 mètres) qui se trouve à seulement 2,5 kilomètres de la ville de Makarska.
En raison de son isolement relatif, le parc naturel abrite de nombreuses espèces végétales endémiques, par exemple la campanule de Biokovo. Le jardin botanique de Kotisina, site naturel remarquable, se trouve également dans la région (situé à 3 kilomètres de Makarska).

## Géologie

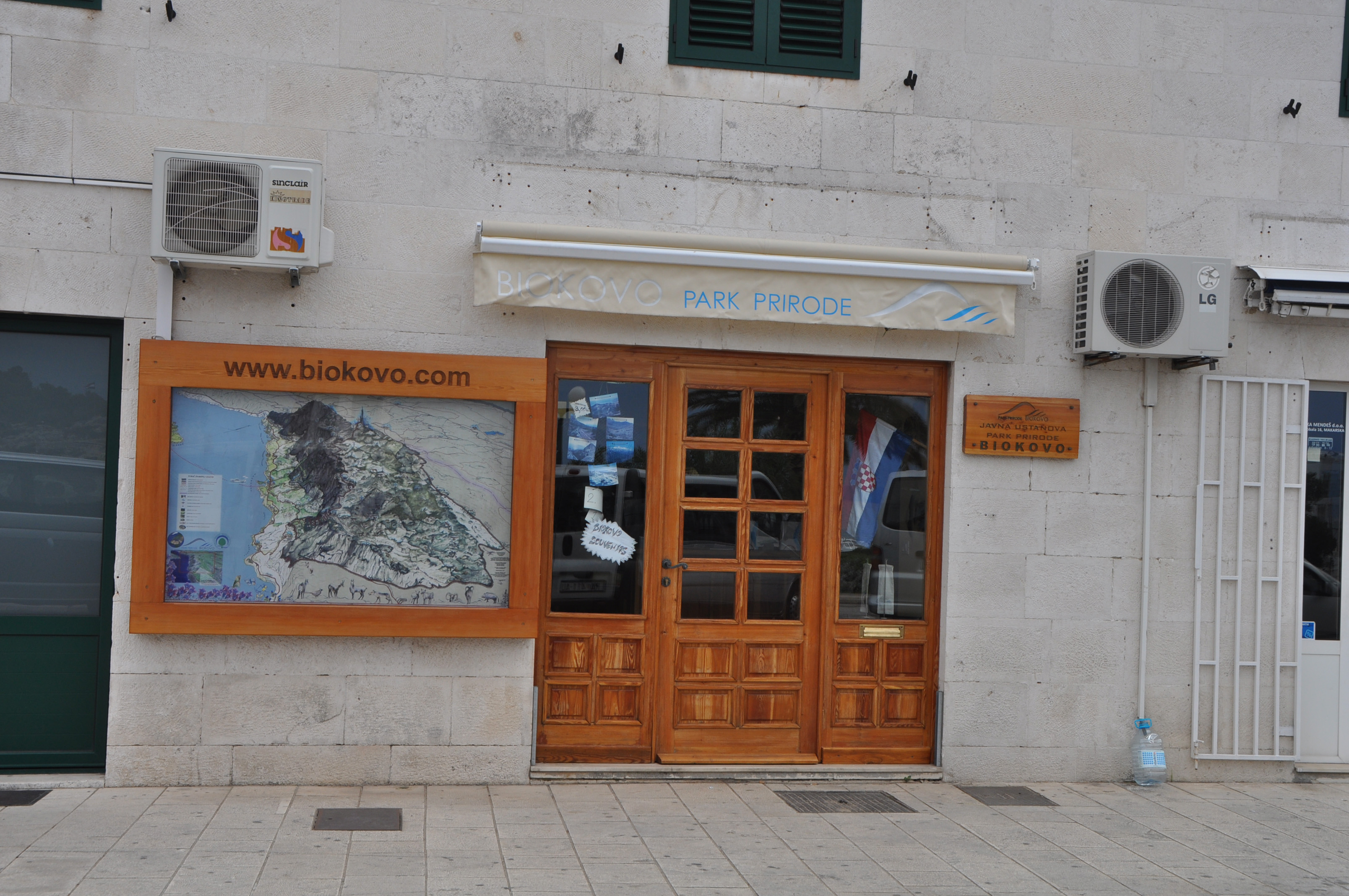
Centre de visiteurs à Makarska

A la fin du Crétacé, il y a environ 65 millions d'années, la plaque africaine entre en collision avec la plaque eurasienne. Le rétrécissement de l'océan a provoqué de fortes perturbations tectoniques, faisant plisser, casser et émerger les couches horizontales au-dessus de la surface de la mer, formant des chaînes de montagnes comme les Alpes et les Dinarides, auxquelles Biokovo appartient. De cette façon, l'ancien océan Téthys a en grande partie disparu et ses vestiges constituent la mer Méditerranée d'aujourd'hui.
Le matériau dans les parties inférieures vers la mer et du côté opposé de Zagorje est principalement constitué de sédiments de l'Eocène Flysch tandis que les parties supérieures sont façonnées en roches sédimentaires carbonatées.

## Végétation
La végétation du parc naturel de Biokovo est diversifiée et riche car elle est un mélange des éléments floraux méditerranéens, boréaux et centraux les plus anciens. Par exemple, elle abrite  drypis spinosa, moltkia petraea, salvia officinalis, lilium martagon, campanula portenschlagiana, edraianthus pumilio, ains que divers pins (pin noir de Dalmatie, pin d'Alep)